# Щерослуґі
Щерослуґі (пол. Szczerosługi) — село в Польщі, у гміні Плужниця Вомбжезького повіту Куявсько-Поморського воєводства.
У 1975-1998 роках село належало до Торунського воєводства.